# 飛行船シアター
飛行船シアター（ひこうせんシアター、英語: HIKOSEN THEATER）は、東京都台東区東上野4丁目にあるコンサートホール・劇場。元々は音楽大学の上野学園大学校舎内に建設された上野学園 石橋メモリアルホール（うえのがくえん いしばしメモリアルホール、英語: ISHIBASHI MEMORIAL HALL）として建設・開館したが、コンテンツ企業のブシロードへの譲渡に伴い、2022年春に現名称に変更された。

## 概要
1974年11月、上野学園創立70周年を記念し、2代目学園長石橋益恵の「良い音楽が生まれ、聴かれますように。人の心が和み、洗われますように」という理念のもと「上野学園 石橋メモリアルホール」として建設、開館した。パイプオルガンが設置され、主にクラシックコンサートなどに使用されるが、狂言や能なども行われている。テレビドラマ『101回目のプロポーズ』の最終話の撮影でも使用された。2007年に建て替えのため一時休館。2010年5月にリニューアルオープンした。音響設計は永田音響設計。
2021年11月8日にブシロードグループのブシロードミュージックが上野学園との間で取得に関する契約を結んだと発表、パイプオルガンの撤去と270度プロジェクションマッピングの導入を始め、遮音カーテンの開閉による残響音のコントロール、配信設備の整備など舞台公演に対応するための改装を施した上で2022年3月26日より同グループの劇団飛行船が運営する「飛行船シアター」と改称してリニューアルオープンした。今後は同グループ主催によるイベントを始め、コンサートや演劇など様々な公演を開催するほか、劇団飛行船と上野学園による演劇教育の共同事業も展開することになっている。このため、譲渡後も引き続き上野学園短期大学や上野学園中学校・高等学校の講堂として、同校主催の定期演奏会や文化祭、各種発表会などの会場となっている。また、ブシロードの株主総会や同社グループの合同就職説明会の会場としても用いられている。